# Обикновена орешарка
Обикновената орешарка, наричана също есенна миризливка, сивушка и чучулетка (Clitocybe nebularis), е вид ядлива базидиева гъба от семейство Есенни гъби (Tricholomataceae).

## Описание
Шапката е едра и месеста, достигаща до 18 cm в диаметър. В ранна възраст е дъговидно извита с подвит навътре ръб, а в напреднала възраст е разперена до плоска. Кожицата е суха, гладка, в средата сива или сиво-кафява, като периферията постепенно изсветлява, понякога почти до бяло. Покрита е с белезникав налеп, който с възрастта изчезва. Пънчето е стабилно, бухалковидно, често влакнесто, на цвят бледосивкаво, кремаво или белезникаво. Месото е дебело и твърдо, бяло, а вкусът му е приятен и с характерен сладникав мирис. Гъбата е ядлива, но заради миризмата се използва най-често консервирана.
Макар и много рядко, върху разлагащи се плодни тела на обикновена орешарка е възможно да поникне дребната гъба Volvariella surrecta.

## Местообитание
Среща се много често през септември – октомври, като расте на групи или в самодивски кръгове в иглолистни, смесени и най-вече в широколистни гори.